# Irlandès mitjà
Irlandès mitjà (gaèlic irlandès Meán-Ghaeilge) és el nom que li van donar els filòlegs a la forma del gaèlic irlandès parlada entre el segle x i XII; és, per tant, contemporani de les fases finals de l'anglès antic i inicials de l'anglès mitjà. Les llengües goidèliques modernes: gaèlic irlandès, gaèlic escocès, i manx són descendents de l'irlandès mitjà.

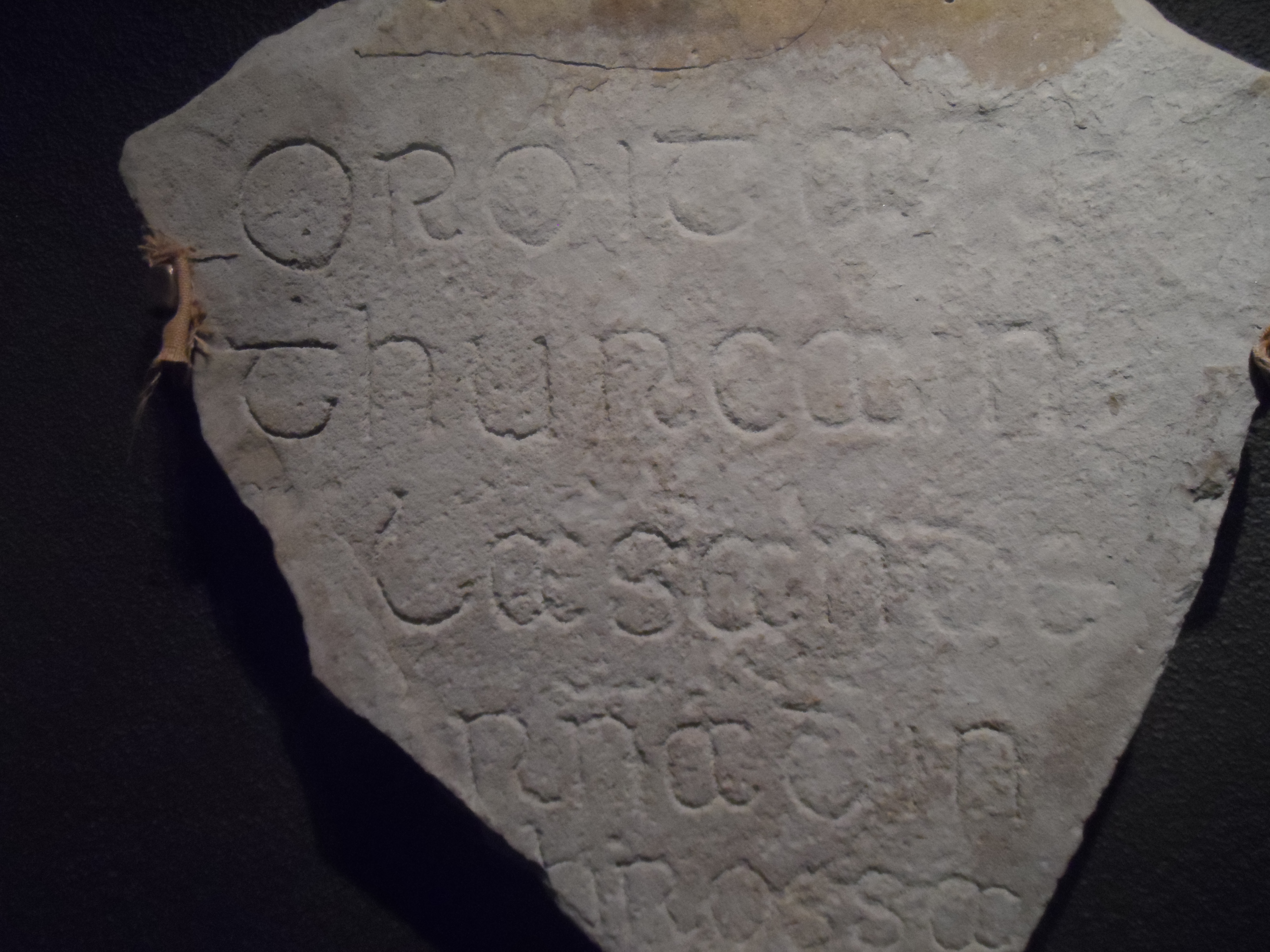
Inscripció en irlandès mitjà de Clonmacnoise: Oroit ar Thurcain lasan dernad in chrossa: "Preguem per Turcan per a qui es va fer aquesta creu."

L'irlandès mitjà es va parlar a Irlanda i Escòcia; des de Munster fins a l'illa d'Inchcolm al Mar del Nord. La seva extensió geogràfica va fer d'ell la més estesa de totes les llengües insulars a la fi del segle xii, quan l'anglès mitjà va començar a fer incursions a Irlanda i moltes de les regions cèltiques del nord i de l'oest de Britànnia.
Poques llengües europees poden rivalitzar en el volum de literatura que ha llegat l'irlandès mitjà. Molta d'aquesta supervivència és deguda a l'obstinació d'uns pocs antiquaris irlandesos moderns, però el simple volum de sagues, annals, hagiografies, etc., que van sobreviure mostra la confiança que tenien els membres de les instruïdes ordres gaèliques medievals en la seva llengua. Gairebé tot el que va sobreviure ve d'Irlanda, una mica d'Escòcia i molt poc de l'Illa de Man. El Leabhar Bretnach, o "Nennius irlandès", només es conserva en manuscrits trobats a Irlanda; tot i això, fa poc Thomas Owen Clancy va proposar que va ser escrit a Escòocia, en el convent d'Abernethy.